# Кальниця
Кальниця (пол. Kalnica) — давнє лемківське село в Польщі, у гміні Тісна Ліського повіту Підкарпатського воєводства.
Населення — 141 особа (2011).

## Назва
Називалось також Кальниця Горішня або Кальниця коло Тісни для відміни від села Кальниця Ліська (або ж Кальниця Нижня).

## Розташування
Лежить у долині гірського пасма Великий Діл при воєводській дорозі № 897, у прикордонні зі Словаччиною та Україною.
Розташоване за 8 км на схід від села Тісна, за 33 км на південь від Лісько. Найвища точка села знаходиться приблизно за 600 м над рівнем моря, на східному схилі гори Крем'яна, а нижня частина спускається в долину річки Ветлина.

## Історія
Точна дата заснування невідома. Ймовірно, поселення існувало ще за часів Київської Русі.
Вже 1539 року село було у володінні Миколи Гербурта.
З 1772 р. до 1918 року в складі Австро-Угорщини.
У 1881 році в селі було 415 жителів, з них 413 греко-католиків і 2 римо-католики. До сільської гміни належали також Струбовища.
1904 року офіційно введена вузькоколійна залізниця до Нового Лупкова.
З листопада 1918 по січень 1919 село входило до складу Команчанської Республіки. У 1919-1939 рр. село входило до Ліського повіту Львівського воєводства.
В 1921 році населення села становило 217 осіб (у 36 житлових будинках): 196 греко-католиків, 15 юдеїв, 6 римо-католиків.
У 1939 році в селі проживало 720 мешканців, з них 690 українців, 10 поляків (прикордонна сторожа) і 20 євреїв.
У період між 1945 і 1947 роками, у цьому районі тривала боротьба підрозділів УПА проти радянського і польського військ. Українське населення було піддане етноциду. Більша частина переселена на територію СРСР в 1946 році. Родини, яким вдалось уникнути переселення, в 1947 році під час Операції Вісла були депортовані на понімецьку територію північної Польщі.
У 1975-1998 роках село належало до Кросненського воєводства.

## Церква Св. Мучениці Параскеви
В 2-й пол. 18 ст. в селі була греко-католицька (українська) парафіяльна церква, до якої належало і с. Струбовиська. В 1790 р. є згадка про пароха о. Василя Подолинського. В 1828 р. парафія тут вже не існувала, а церква стала філіальною і належала до парафії в с. Смерек. Належала до 1924 року до Балигородського деканату, далі до Тіснянського деканату Перемиської єпархії. На місці старої церкви в 1842 р. побудована нова дерев'яна церква, яка стояла ще в 50-х рр. ХХ ст. Зараз не існує.

## Відомі люди
- Іван Бірецький (1815—1883) — український суспільний діяч, перший збирач лемківського фольклору.
- Роман Секела (1876-1938) - український адвокат, старшина УГА, громадський діяч, письменник, зять Уляна Кравченко.

## Демографія
Демографічна структура станом на 31 березня 2011 року:
|          | Загалом | Допрацездатний вік | Працездатний вік | Постпрацездатний вік |
| -------- | ------- | ------------------ | ---------------- | -------------------- |
| Чоловіки | 73      | 10                 | 57               | 6                    |
| Жінки    | 68      | 11                 | 46               | 11                   |
| Разом    | 141     | 21                 | 103              | 17                   |